# Кадрі Легтла
Кадрі Легтла (ест. Kadri Lehtla; *3 травня 1985, Таллінн) — естонська біатлоністка,  учасниця Олімпійських ігор та чемпіонатів світу з біатлону.

## Виступи на Олімпійських іграх
| Рік  | Міце проведення | Інд | Спр | Пр | МС | Ест |
| 2010 | Ванкувер        | 45  | 64  |    |    | 18  |

## Виступи на Чемпіонатах світу
| Рік  | Міце проведення      | Інд | Спр | Пр | МС | Ест | ЗМ |
| 2008 | Естерсунд            | 65  | 20  | 39 |    | 17  | 11 |
| 2009 | Пхьончхан            | 66  | 28  | 42 |    | 14  | 13 |
| 2011 | Ханти-Мансійськ      | 57  | 66  |    |    | 16  | 14 |
| 2012 | Рупольдінг           | 22  | 43  | 53 |    | 14  | 15 |
| 2013 | Нове Место-на-Мораві | 42  | 76  |    |    | LPD | 20 |

## Кар'єра в Кубку світу
- Дебют в кубку світу — 29 листопада 2007 року в індивідуальній гонці в Контіолахті — 97 місце.
- Перше попадання в залікову зону — 9 лютого 2008 року в спринті у Естерсунді (в рамках чемпіонату світу) — 20 місце.

## Загальний залік в Кубку світу
- 2007—2008 — 69-е місце (11 очок)
- 2008—2009 — 66-е місце (59 очок)
- 2008—2009 — 66-е місце (48 очок)
- 2010—2011 — 67-е місце (36 очок)
- 2011—2012 — 48-е місце (112 очок)
- 2010—2011 — 77-е місце (21 очко)

## Статистика стрільби
| № п/п | Сезон     | Загальна        | Індивідуальна гонка | Спринт         | Гонка переслідування | Мас-старт  | Естафета      |
| ----- | --------- | --------------- | ------------------- | -------------- | -------------------- | ---------- | ------------- |
| 1     | 2007-2008 | 73,5% (205/279) | 56,7% (34/60)       | 75,6% (68/90)  | 81,3% (65/80)        | 0,0% (0/0) | 77,6% (38/49) |
| 2     | 2008-2009 | 86,3% (182/211) | 81,7% (49/60)       | 90,0% (72/80)  | 85,0% (51/60)        | 0,0% (0/0) | 90,9% (10/11) |
| 3     | 2009-2010 | 79,7% (231/290) | 76,3% (61/80)       | 80,0% (80/100) | 85,0% (51/60)        | 0,0% (0/0) | 78,0% (39/50) |
| 4     | 2010-2011 | 72,9% (186/255) | 75,0% (60/80)       | 72,9% (51/70)  | 83,3% (50/60)        | 0,0% (0/0) | 55,6% (25/45) |
| 5     | 2011-2012 | 80,2% (162/202) | 87,5% (35/40)       | 76,0% (35/50)  | 83,3% (50/60)        | 0,0% (0/0) | 75,0% (39/52) |
| 6     | 2012-2013 | 81,0% (158/195) | 92,5% (37/40)       | 76,7% (46/60)  | 80,0% (16/20)        | 0,0% (0/0) | 78,7% (59/75) |

## Виноски
1. ↑  Eesti spordi biograafiline leksikon
2. ↑  В дужках наведена кількість влучних пострілів та загальна кількість пострілів. В статистиці стрільби рахуються постріли, які здійснив біатлоніст на етапах кубка світу та чемпіонаті світу